# Clifton upon Teme
Clifton upon Teme – wieś w Anglii, w hrabstwie Worcestershire, w dystrykcie Malvern Hills. Leży w pobliżu rzeki Teme, 16 km na północny zachód od miasta Worcester i 179 km na północny zachód od Londynu.